# Llista d'asteroides/197201-197300
| Nom      | Designació provisional | Data de descobriment   | Lloc de descobriment | Descobridor/s                   |
| -------- | ---------------------- | ---------------------- | -------------------- | ------------------------------- |
| 197201 - | 2003 WL                | 16 de novembre de 2003 | Catalina             | CSS                             |
| 197202 - | 2003 WA1               | 16 de novembre de 2003 | Catalina             | CSS                             |
| 197203 - | 2003 WJ1               | 16 de novembre de 2003 | Catalina             | CSS                             |
| 197204 - | 2003 WY1               | 16 de novembre de 2003 | Catalina             | CSS                             |
| 197205 - | 2003 WJ3               | 16 de novembre de 2003 | Catalina             | CSS                             |
| 197206 - | 2003 WW3               | 16 de novembre de 2003 | Catalina             | CSS                             |
| 197207 - | 2003 WE4               | 16 de novembre de 2003 | Catalina             | CSS                             |
| 197208 - | 2003 WY7               | 18 de novembre de 2003 | Fountain Hills       | C. W. Juels, P. R. Holvorcem    |
| 197209 - | 2003 WQ8               | 16 de novembre de 2003 | Kitt Peak            | Spacewatch                      |
| 197210 - | 2003 WM11              | 18 de novembre de 2003 | Palomar              | NEAT                            |
| 197211 - | 2003 WN17              | 18 de novembre de 2003 | Palomar              | NEAT                            |
| 197212 - | 2003 WT18              | 19 de novembre de 2003 | Socorro              | LINEAR                          |
| 197213 - | 2003 WL19              | 19 de novembre de 2003 | Socorro              | LINEAR                          |
| 197214 - | 2003 WT23              | 18 de novembre de 2003 | Kitt Peak            | Spacewatch                      |
| 197215 - | 2003 WY24              | 20 de novembre de 2003 | Socorro              | LINEAR                          |
| 197216 - | 2003 WR26              | 20 de novembre de 2003 | Nogales              | M. B. Schwartz, P. R. Holvorcem |
| 197217 - | 2003 WB27              | 16 de novembre de 2003 | Kitt Peak            | Spacewatch                      |
| 197218 - | 2003 WL28              | 16 de novembre de 2003 | Kitt Peak            | Spacewatch                      |
| 197219 - | 2003 WH30              | 18 de novembre de 2003 | Kitt Peak            | Spacewatch                      |
| 197220 - | 2003 WY31              | 18 de novembre de 2003 | Palomar              | NEAT                            |
| 197221 - | 2003 WR32              | 18 de novembre de 2003 | Kitt Peak            | Spacewatch                      |
| 197222 - | 2003 WF35              | 19 de novembre de 2003 | Palomar              | NEAT                            |
| 197223 - | 2003 WS35              | 19 de novembre de 2003 | Socorro              | LINEAR                          |
| 197224 - | 2003 WX35              | 19 de novembre de 2003 | Catalina             | CSS                             |
| 197225 - | 2003 WQ39              | 19 de novembre de 2003 | Kitt Peak            | Spacewatch                      |
| 197226 - | 2003 WW39              | 19 de novembre de 2003 | Kitt Peak            | Spacewatch                      |
| 197227 - | 2003 WR40              | 19 de novembre de 2003 | Kitt Peak            | Spacewatch                      |
| 197228 - | 2003 WT40              | 19 de novembre de 2003 | Kitt Peak            | Spacewatch                      |
| 197229 - | 2003 WZ42              | 16 de novembre de 2003 | Catalina             | CSS                             |
| 197230 - | 2003 WG45              | 19 de novembre de 2003 | Palomar              | NEAT                            |
| 197231 - | 2003 WO45              | 19 de novembre de 2003 | Palomar              | NEAT                            |
| 197232 - | 2003 WM46              | 18 de novembre de 2003 | Palomar              | NEAT                            |
| 197233 - | 2003 WD50              | 19 de novembre de 2003 | Socorro              | LINEAR                          |
| 197234 - | 2003 WF50              | 19 de novembre de 2003 | Socorro              | LINEAR                          |
| 197235 - | 2003 WU53              | 20 de novembre de 2003 | Socorro              | LINEAR                          |
| 197236 - | 2003 WA57              | 18 de novembre de 2003 | Palomar              | NEAT                            |
| 197237 - | 2003 WQ57              | 18 de novembre de 2003 | Kitt Peak            | Spacewatch                      |
| 197238 - | 2003 WW58              | 18 de novembre de 2003 | Kitt Peak            | Spacewatch                      |
| 197239 - | 2003 WO59              | 18 de novembre de 2003 | Kitt Peak            | Spacewatch                      |
| 197240 - | 2003 WD60              | 18 de novembre de 2003 | Palomar              | NEAT                            |
| 197241 - | 2003 WO60              | 18 de novembre de 2003 | Palomar              | NEAT                            |
| 197242 - | 2003 WA63              | 19 de novembre de 2003 | Kitt Peak            | Spacewatch                      |
| 197243 - | 2003 WL63              | 19 de novembre de 2003 | Kitt Peak            | Spacewatch                      |
| 197244 - | 2003 WZ63              | 19 de novembre de 2003 | Kitt Peak            | Spacewatch                      |
| 197245 - | 2003 WJ65              | 19 de novembre de 2003 | Kitt Peak            | Spacewatch                      |
| 197246 - | 2003 WL65              | 19 de novembre de 2003 | Kitt Peak            | Spacewatch                      |
| 197247 - | 2003 WW66              | 19 de novembre de 2003 | Kitt Peak            | Spacewatch                      |
| 197248 - | 2003 WS67              | 19 de novembre de 2003 | Kitt Peak            | Spacewatch                      |
| 197249 - | 2003 WW68              | 19 de novembre de 2003 | Kitt Peak            | Spacewatch                      |
| 197250 - | 2003 WM70              | 20 de novembre de 2003 | Kitt Peak            | Spacewatch                      |
| 197251 - | 2003 WU70              | 20 de novembre de 2003 | Palomar              | NEAT                            |
| 197252 - | 2003 WN71              | 20 de novembre de 2003 | Palomar              | NEAT                            |
| 197253 - | 2003 WA72              | 20 de novembre de 2003 | Socorro              | LINEAR                          |
| 197254 - | 2003 WB72              | 20 de novembre de 2003 | Socorro              | LINEAR                          |
| 197255 - | 2003 WF72              | 20 de novembre de 2003 | Socorro              | LINEAR                          |
| 197256 - | 2003 WE74              | 20 de novembre de 2003 | Socorro              | LINEAR                          |
| 197257 - | 2003 WG74              | 20 de novembre de 2003 | Socorro              | LINEAR                          |
| 197258 - | 2003 WY74              | 20 de novembre de 2003 | Socorro              | LINEAR                          |
| 197259 - | 2003 WQ75              | 19 de novembre de 2003 | Socorro              | LINEAR                          |
| 197260 - | 2003 WZ75              | 19 de novembre de 2003 | Socorro              | LINEAR                          |
| 197261 - | 2003 WZ77              | 20 de novembre de 2003 | Socorro              | LINEAR                          |
| 197262 - | 2003 WG78              | 20 de novembre de 2003 | Socorro              | LINEAR                          |
| 197263 - | 2003 WU78              | 20 de novembre de 2003 | Socorro              | LINEAR                          |
| 197264 - | 2003 WS79              | 20 de novembre de 2003 | Socorro              | LINEAR                          |
| 197265 - | 2003 WB80              | 20 de novembre de 2003 | Socorro              | LINEAR                          |
| 197266 - | 2003 WM88              | 23 de novembre de 2003 | Needville            | Needville                       |
| 197267 - | 2003 WL89              | 16 de novembre de 2003 | Catalina             | CSS                             |
| 197268 - | 2003 WT89              | 16 de novembre de 2003 | Kitt Peak            | Spacewatch                      |
| 197269 - | 2003 WJ93              | 19 de novembre de 2003 | Anderson Mesa        | LONEOS                          |
| 197270 - | 2003 WA95              | 19 de novembre de 2003 | Anderson Mesa        | LONEOS                          |
| 197271 - | 2003 WJ95              | 19 de novembre de 2003 | Anderson Mesa        | LONEOS                          |
| 197272 - | 2003 WB96              | 19 de novembre de 2003 | Anderson Mesa        | LONEOS                          |
| 197273 - | 2003 WQ96              | 19 de novembre de 2003 | Anderson Mesa        | LONEOS                          |
| 197274 - | 2003 WR96              | 19 de novembre de 2003 | Anderson Mesa        | LONEOS                          |
| 197275 - | 2003 WQ97              | 19 de novembre de 2003 | Anderson Mesa        | LONEOS                          |
| 197276 - | 2003 WS98              | 20 de novembre de 2003 | Palomar              | NEAT                            |
| 197277 - | 2003 WJ100             | 20 de novembre de 2003 | Socorro              | LINEAR                          |
| 197278 - | 2003 WB101             | 21 de novembre de 2003 | Catalina             | CSS                             |
| 197279 - | 2003 WD102             | 21 de novembre de 2003 | Socorro              | LINEAR                          |
| 197280 - | 2003 WL102             | 21 de novembre de 2003 | Socorro              | LINEAR                          |
| 197281 - | 2003 WG103             | 21 de novembre de 2003 | Socorro              | LINEAR                          |
| 197282 - | 2003 WP104             | 21 de novembre de 2003 | Socorro              | LINEAR                          |
| 197283 - | 2003 WR106             | 21 de novembre de 2003 | Palomar              | NEAT                            |
| 197284 - | 2003 WV107             | 24 de novembre de 2003 | Junk Bond            | D. Healy                        |
| 197285 - | 2003 WV109             | 20 de novembre de 2003 | Socorro              | LINEAR                          |
| 197286 - | 2003 WD110             | 20 de novembre de 2003 | Socorro              | LINEAR                          |
| 197287 - | 2003 WR113             | 20 de novembre de 2003 | Socorro              | LINEAR                          |
| 197288 - | 2003 WW115             | 20 de novembre de 2003 | Socorro              | LINEAR                          |
| 197289 - | 2003 WK119             | 20 de novembre de 2003 | Socorro              | LINEAR                          |
| 197290 - | 2003 WP119             | 20 de novembre de 2003 | Socorro              | LINEAR                          |
| 197291 - | 2003 WZ119             | 20 de novembre de 2003 | Socorro              | LINEAR                          |
| 197292 - | 2003 WC120             | 20 de novembre de 2003 | Socorro              | LINEAR                          |
| 197293 - | 2003 WT121             | 20 de novembre de 2003 | Socorro              | LINEAR                          |
| 197294 - | 2003 WX122             | 20 de novembre de 2003 | Socorro              | LINEAR                          |
| 197295 - | 2003 WK123             | 20 de novembre de 2003 | Socorro              | LINEAR                          |
| 197296 - | 2003 WM125             | 20 de novembre de 2003 | Socorro              | LINEAR                          |
| 197297 - | 2003 WS126             | 20 de novembre de 2003 | Socorro              | LINEAR                          |
| 197298 - | 2003 WC128             | 20 de novembre de 2003 | Socorro              | LINEAR                          |
| 197299 - | 2003 WH128             | 21 de novembre de 2003 | Kitt Peak            | Spacewatch                      |
| 197300 - | 2003 WN128             | 21 de novembre de 2003 | Kitt Peak            | Spacewatch                      |